# Danh sách tiểu hành tinh: 1301–1400
| Tên               | Tên đầu tiên | Ngày phát hiện       | Nơi phát hiện     | Người phát hiện   |
| ----------------- | ------------ | -------------------- | ----------------- | ----------------- |
| 1301 Yvonne       | 1934 EA      | 7 tháng 3 năm 1934   | Algiers           | L. Boyer          |
| 1302 Werra        | 1924 SV      | 28 tháng 9 năm 1924  | Heidelberg        | K. Reinmuth       |
| 1303 Luthera      | 1928 FP      | 16 tháng 3 năm 1928  | Hamburg-Bergedorf | A. Schwassmann    |
| 1304 Arosa        | 1928 KC      | 21 tháng 5 năm 1928  | Heidelberg        | K. Reinmuth       |
| 1305 Pongola      | 1928 OC      | 19 tháng 7 năm 1928  | Johannesburg      | H. E. Wood        |
| 1306 Scythia      | 1930 OB      | 22 tháng 7 năm 1930  | Crimea-Simeis     | G. N. Neujmin     |
| 1307 Cimmeria     | 1930 UF      | 17 tháng 10 năm 1930 | Crimea-Simeis     | G. N. Neujmin     |
| 1308 Halleria     | 1931 EB      | 12 tháng 3 năm 1931  | Heidelberg        | K. Reinmuth       |
| 1309 Hyperborea   | 1931 TO      | 11 tháng 10 năm 1931 | Crimea-Simeis     | G. N. Neujmin     |
| 1310 Villigera    | 1932 DB      | 28 tháng 2 năm 1932  | Hamburg-Bergedorf | A. Schwassmann    |
| 1311 Knopfia      | 1933 FF1     | 24 tháng 3 năm 1933  | Heidelberg        | K. Reinmuth       |
| 1312 Vassar       | 1933 OT      | 27 tháng 7 năm 1933  | Williams Bay      | G. Van Biesbroeck |
| 1313 Berna        | 1933 QG      | 24 tháng 8 năm 1933  | Uccle             | S. J. Arend       |
| 1314 Paula        | 1933 SC      | 16 tháng 9 năm 1933  | Uccle             | S. J. Arend       |
| 1315 Bronislawa   | 1933 SF1     | 16 tháng 9 năm 1933  | Uccle             | S. J. Arend       |
| 1316 Kasan        | 1933 WC      | 17 tháng 11 năm 1933 | Crimea-Simeis     | G. N. Neujmin     |
| 1317 Silvretta    | 1935 RC      | 1 tháng 9 năm 1935   | Heidelberg        | K. Reinmuth       |
| 1318 Nerina       | 1934 FG      | 24 tháng 3 năm 1934  | Johannesburg      | C. Jackson        |
| 1319 Disa         | 1934 FO      | 19 tháng 3 năm 1934  | Johannesburg      | C. Jackson        |
| 1320 Impala       | 1934 JG      | 13 tháng 5 năm 1934  | Johannesburg      | C. Jackson        |
| 1321 Majuba       | 1934 JH      | 7 tháng 5 năm 1934   | Johannesburg      | C. Jackson        |
| 1322 Coppernicus  | 1934 LA      | 15 tháng 6 năm 1934  | Heidelberg        | K. Reinmuth       |
| 1323 Tugela       | 1934 LD      | 19 tháng 5 năm 1934  | Johannesburg      | C. Jackson        |
| 1324 Knysna       | 1934 LL      | 15 tháng 6 năm 1934  | Johannesburg      | C. Jackson        |
| 1325 Inanda       | 1934 NR      | 14 tháng 7 năm 1934  | Johannesburg      | C. Jackson        |
| 1326 Losaka       | 1934 NS      | 14 tháng 7 năm 1934  | Johannesburg      | C. Jackson        |
| 1327 Namaqua      | 1934 RT      | 7 tháng 9 năm 1934   | Johannesburg      | C. Jackson        |
| 1328 Devota       | 1925 UA      | 21 tháng 10 năm 1925 | Algiers           | B. Jekhovsky      |
| 1329 Eliane       | 1933 FL      | 23 tháng 3 năm 1933  | Uccle             | E. Delporte       |
| 1330 Spiridonia   | 1925 DB      | 17 tháng 2 năm 1925  | Crimea-Simeis     | V. Albitskij      |
| 1331 Solvejg      | 1933 QS      | 25 tháng 8 năm 1933  | Crimea-Simeis     | G. N. Neujmin     |
| 1332 Marconia     | 1934 AA      | 9 tháng 1 năm 1934   | Pino Torinese     | L. Volta          |
| 1333 Cevenola     | 1934 DA      | 20 tháng 2 năm 1934  | Algiers           | O. Bancilhon      |
| 1334 Lundmarka    | 1934 OB      | 16 tháng 7 năm 1934  | Heidelberg        | K. Reinmuth       |
| 1335 Demoulina    | 1934 RE      | 7 tháng 9 năm 1934   | Heidelberg        | K. Reinmuth       |
| 1336 Zeelandia    | 1934 RW      | 9 tháng 9 năm 1934   | Johannesburg      | H. van Gent       |
| 1337 Gerarda      | 1934 RA1     | 9 tháng 9 năm 1934   | Johannesburg      | H. van Gent       |
| 1338 Duponta      | 1934 XA      | 4 tháng 12 năm 1934  | Algiers           | L. Boyer          |
| 1339 Désagneauxa  | 1934 XB      | 4 tháng 12 năm 1934  | Algiers           | L. Boyer          |
| 1340 Yvette       | 1934 YA      | 27 tháng 12 năm 1934 | Algiers           | L. Boyer          |
| 1341 Edmée        | 1935 BA      | 27 tháng 1 năm 1935  | Uccle             | E. Delporte       |
| 1342 Brabantia    | 1935 CV      | 13 tháng 2 năm 1935  | Johannesburg      | H. van Gent       |
| 1343 Nicole       | 1935 FC      | 29 tháng 3 năm 1935  | Algiers           | L. Boyer          |
| 1344 Caubeta      | 1935 GA      | 1 tháng 4 năm 1935   | Algiers           | L. Boyer          |
| 1345 Potomac      | 1908 CG      | 4 tháng 2 năm 1908   | Taunton           | J. H. Metcalf     |
| 1346 Gotha        | 1929 CY      | 5 tháng 2 năm 1929   | Heidelberg        | K. Reinmuth       |
| 1347 Patria       | 1931 VW      | 6 tháng 11 năm 1931  | Crimea-Simeis     | G. N. Neujmin     |
| 1348 Michel       | 1933 FD      | 23 tháng 3 năm 1933  | Uccle             | S. J. Arend       |
| 1349 Bechuana     | 1934 LJ      | 13 tháng 6 năm 1934  | Johannesburg      | C. Jackson        |
| 1350 Rosselia     | 1934 TA      | 3 tháng 10 năm 1934  | Uccle             | E. Delporte       |
| 1351 Uzbekistania | 1934 TF      | 5 tháng 10 năm 1934  | Crimea-Simeis     | G. N. Neujmin     |
| 1352 Wawel        | 1935 CE      | 3 tháng 2 năm 1935   | Uccle             | S. J. Arend       |
| 1353 Maartje      | 1935 CU      | 13 tháng 2 năm 1935  | Johannesburg      | H. van Gent       |
| 1354 Botha        | 1935 GK      | 3 tháng 4 năm 1935   | Johannesburg      | C. Jackson        |
| 1355 Magoeba      | 1935 HE      | 30 tháng 4 năm 1935  | Johannesburg      | C. Jackson        |
| 1356 Nyanza       | 1935 JH      | 3 tháng 5 năm 1935   | Johannesburg      | C. Jackson        |
| 1357 Khama        | 1935 ND      | 2 tháng 7 năm 1935   | Johannesburg      | C. Jackson        |
| 1358 Gaika        | 1935 OB      | 21 tháng 7 năm 1935  | Johannesburg      | C. Jackson        |
| 1359 Prieska      | 1935 OC      | 22 tháng 7 năm 1935  | Johannesburg      | C. Jackson        |
| 1360 Tarka        | 1935 OD      | 22 tháng 7 năm 1935  | Johannesburg      | C. Jackson        |
| 1361 Leuschneria  | 1935 QA      | 30 tháng 8 năm 1935  | Uccle             | E. Delporte       |
| 1362 Griqua       | 1935 QG1     | 31 tháng 7 năm 1935  | Johannesburg      | C. Jackson        |
| 1363 Herberta     | 1935 RA      | 30 tháng 8 năm 1935  | Uccle             | E. Delporte       |
| 1364 Safara       | 1935 VB      | 18 tháng 11 năm 1935 | Algiers           | L. Boyer          |
| 1365 Henyey       | 1928 RK      | 9 tháng 9 năm 1928   | Heidelberg        | M. F. Wolf        |
| 1366 Piccolo      | 1932 WA      | 29 tháng 11 năm 1932 | Uccle             | E. Delporte       |
| 1367 Nongoma      | 1934 NA      | 3 tháng 7 năm 1934   | Johannesburg      | C. Jackson        |
| 1368 Numidia      | 1935 HD      | 30 tháng 4 năm 1935  | Johannesburg      | C. Jackson        |
| 1369 Ostanina     | 1935 QB      | 27 tháng 8 năm 1935  | Crimea-Simeis     | P. F. Shajn       |
| 1370 Hella        | 1935 QG      | 31 tháng 8 năm 1935  | Heidelberg        | K. Reinmuth       |
| 1371 Resi         | 1935 QJ      | 31 tháng 8 năm 1935  | Heidelberg        | K. Reinmuth       |
| 1372 Haremari     | 1935 QK      | 31 tháng 8 năm 1935  | Heidelberg        | K. Reinmuth       |
| 1373 Cincinnati   | 1935 QN      | 30 tháng 8 năm 1935  | Mount Wilson      | E. Hubble         |
| 1374 Isora        | 1935 UA      | 21 tháng 10 năm 1935 | Uccle             | E. Delporte       |
| 1375 Alfreda      | 1935 UB      | 22 tháng 10 năm 1935 | Uccle             | E. Delporte       |
| 1376 Michelle     | 1935 UH      | 29 tháng 10 năm 1935 | Algiers           | G. Reiss          |
| 1377 Roberbauxa   | 1936 CD      | 14 tháng 2 năm 1936  | Algiers           | L. Boyer          |
| 1378 Leonce       | 1936 DB      | 21 tháng 2 năm 1936  | Uccle             | F. Rigaux         |
| 1379 Lomonosowa   | 1936 FC      | 19 tháng 3 năm 1936  | Crimea-Simeis     | G. N. Neujmin     |
| 1380 Volodia      | 1936 FM      | 16 tháng 3 năm 1936  | Algiers           | L. Boyer          |
| 1381 Danubia      | 1930 QJ      | 20 tháng 8 năm 1930  | Crimea-Simeis     | E. F. Skvortsov   |
| 1382 Gerti        | 1925 BB      | 21 tháng 1 năm 1925  | Heidelberg        | K. Reinmuth       |
| 1383 Limburgia    | 1934 RV      | 9 tháng 9 năm 1934   | Johannesburg      | H. van Gent       |
| 1384 Kniertje     | 1934 RX      | 9 tháng 9 năm 1934   | Johannesburg      | H. van Gent       |
| 1385 Gelria       | 1935 MJ      | 24 tháng 5 năm 1935  | Johannesburg      | H. van Gent       |
| 1386 Storeria     | 1935 PA      | 28 tháng 7 năm 1935  | Crimea-Simeis     | G. N. Neujmin     |
| 1387 Kama         | 1935 QD      | 27 tháng 8 năm 1935  | Crimea-Simeis     | P. F. Shajn       |
| 1388 Aphrodite    | 1935 SS      | 24 tháng 9 năm 1935  | Uccle             | E. Delporte       |
| 1389 Onnie        | 1935 SS1     | 28 tháng 9 năm 1935  | Johannesburg      | H. van Gent       |
| 1390 Abastumani   | 1935 TA      | 3 tháng 10 năm 1935  | Crimea-Simeis     | P. F. Shajn       |
| 1391 Carelia      | 1936 DA      | 16 tháng 2 năm 1936  | Turku             | Y. Väisälä        |
| 1392 Pierre       | 1936 FO      | 16 tháng 3 năm 1936  | Algiers           | L. Boyer          |
| 1393 Sofala       | 1936 KD      | 25 tháng 5 năm 1936  | Johannesburg      | C. Jackson        |
| 1394 Algoa        | 1936 LK      | 12 tháng 6 năm 1936  | Johannesburg      | C. Jackson        |
| 1395 Aribeda      | 1936 OB      | 16 tháng 7 năm 1936  | Heidelberg        | K. Reinmuth       |
| 1396 Outeniqua    | 1936 PF      | 9 tháng 8 năm 1936   | Johannesburg      | C. Jackson        |
| 1397 Umtata       | 1936 PG      | 9 tháng 8 năm 1936   | Johannesburg      | C. Jackson        |
| 1398 Donnera      | 1936 QL      | 26 tháng 8 năm 1936  | Turku             | Y. Väisälä        |
| 1399 Teneriffa    | 1936 QY      | 23 tháng 8 năm 1936  | Heidelberg        | K. Reinmuth       |
| 1400 Tirela       | 1936 WA      | 17 tháng 11 năm 1936 | Algiers           | L. Boyer          |